# Сербия и Черногория на летних Олимпийских играх 2004
Сборная Сербии и Черногории была представлена на летних Олимпийских играх 2004 в Афинах в последний раз — в 2008 году Сербия и Черногория выступали как самостоятельные команды. В неофициальном общекомандном зачёте сборная Сербии и Черногории заняла 61-е место, завоевав 2 серебряные медали.

## Медали
| Серебро | |                                                        |
| #       | Спортсмен (-ы) | Вид спорта (дисциплина)                                |
| 1       | Ясна Шекарич | Стрельба (пневматический пистолет, 10 метров, женщины) |
| 2.      | Денис Шефик, Владимир Вуясинович, Петар Трбоевич, Ваня Удовичич, Слободан Никич, Александар Шапич, Деян Савич, Виктор Еленич, Предраг Йокич, Никола Куляча, Александар Чирич, Владимир Гойкович, Данило Икодинович | Водное поло (мужчины)                                  |

## Состав сборной
Академическая гребля
1. Ненад Бабович
2. Горан Неделькович
3. Младен Стегич
4. Никола Стоич
5. Милош Томич
6. Велько Урошевич

 Баскетбол
1. Вуле Авдалович
2. Деян Бодирога
3. Милош Вуянич
4. Предраг Дробняк
5. Ненад Крстич
6. Дуро Остроич
7. Александр Павлович
8. Петар Попович
9. Владимир Радманович
10. Игор Ракочевич
11. Деян Томашевич
12. Владо Шепанович

 Борьба
Греко-римская борьба
1. Давор Штефанек

Велоспорт
 Шоссейный велоспорт
1. Иван Стевич

 Водное поло
1. Владимир Вуясинович
2. Владимир Гойкович
3. Виктор Еленич
4. Данило Икодинович
5. Предраг Йокич
6. Никола Куляча
7. Слободан Никич
8. Деян Савич
9. Петар Трбоевич
10. Ваня Удовичич
11. Александар Чирич
12. Александар Шапич
13. Денис Шефик

 Волейбол
1. Милан Васич
2. Горан Вуевич
3. Андрия Герич
4. Владимир Грбич
5. Никола Грбич
6. Владан Джорджевич
7. Иван Илич
8. Милан Маркович
9. Дьюла Мештер
10. Васа Миич
11. Иван Милькович
12. Александар Митрович

Гребля на байдарках и каноэ
 Гребля на гладкой воде
1. Драган Зорич
2. Огнен Филипович

 Дзюдо
1. Милош Миялкович

 Лёгкая атлетика
1. Ненад Лончар
2. Драган Перич
3. Александр Ракович
4. Драгутин Топич
5. Предраг Филипович
6. Оливера Евтич
7. Драгана Томашевич

 Настольный теннис
1. Слободан Груйич
2. Александар Каракашевич
3. Сильвия Эрдельи

 Плавание
1. Игор Беретич
2. Владан Маркович
3. Младен Тепавчевич
4. Милорад Чавич
5. Игор Эрхартич
6. Марина Куч
7. Мирослава Найдановски

 Стрельба
1. Андрия Златич
2. Стеван Плетикосич
3. Ясна Шекарич

 Теннис
 Футбол

## Результаты соревнований

### Академическая гребля
В следующий раунд из каждого заезда проходили несколько лучших экипажей (в зависимости от дисциплины). В финал A выходили 6 сильнейших экипажей, остальные разыгрывали места в утешительных финалах B-E.
Мужчины
| Соревнование | Спортсмены                 | Предварительный заезд | Предварительный заезд | Предварительный заезд | Отборочный заезд | Отборочный заезд | Отборочный заезд | Полуфинал | Полуфинал | Полуфинал | Финал   | Финал   | Итоговое место |
| Соревнование | Спортсмены                 | Заезд                 | Время                 | Место                 | Заезд            | Время            | Место            | Заезд     | Время     | Место     | Время   | Место   | Итоговое место |
| ------------ | -------------------------- | --------------------- | --------------------- | --------------------- | ---------------- | ---------------- | ---------------- | --------- | --------- | --------- | ------- | ------- | -------------- |
| двойки       | Никола Стоич Младен Стегич | 1                     | 6:58,11               | 2 Q                   | не участвовали   | не участвовали   | не участвовали   | 2         | 6:27,50   | 2 Q       | Финал A | Финал A | 5              |
| двойки       | Никола Стоич Младен Стегич | 1                     | 6:58,11               | 2 Q                   | не участвовали   | не участвовали   | не участвовали   | 2         | 6:27,50   | 2 Q       | 6:39,74 | 5       | 5              |

### Лёгкая атлетика
Мужчины
| Спортсмен         | Дисциплина      | Предварительный раунд | Предварительный раунд | Четвертьфиналы | Четвертьфиналы | Полуфиналы | Полуфиналы | Финал     | Финал     |
| Спортсмен         | Дисциплина      | Результат             | Место                 | Результат      | Место          | Результат  | Место      | Результат | Место     |
| ----------------- | --------------- | --------------------- | --------------------- | -------------- | -------------- | ---------- | ---------- | --------- | --------- |
| Предраг Филипович | ходьба на 20 км |                       |                       |                |                |            |            | 1:31,35   | 39        |
| Александр Ракович | ходьба на 50 км |                       |                       |                |                |            |            | 4:02,06   | 23        |
| Ненад Лончар      | 110 м с/б       | 14,02                 | 46                    | Не прошёл      | Не прошёл      | Не прошёл  | Не прошёл  | Не прошёл | Не прошёл |
| Драган Перич      | толкание ядра   |                       |                       |                |                | 18,91      | 33         | Не прошёл | Не прошёл |
| Драгутин Топич    | прыжки в высоту |                       |                       |                |                | 2,28       | 6          | 2,29      | 10        |

Женщины
| Спортсмен         | Дисциплина    | Предварительный раунд | Предварительный раунд | Финал     | Финал     |           |
| Спортсмен         | Дисциплина    | Результат             | Место                 | Результат | Место     |           |
| ----------------- | ------------- | --------------------- | --------------------- | --------- | --------- | --------- |
| Оливера Евтич     | марафон       |                       |                       | 2:31,15   | 6         |           |
| Драгана Томашевич | метание диска |                       | 54,44                 | 38        | Не прошла | Не прошла |

### Футбол
Неудачно выступили футболисты — сборная Сербии и Черногории стала единственной командой на олимпийском турнире, которая не набрала ни одного очка, проиграв все 3 матча в группе.